# المفوضية القومية المستقلة للانتخابات (نيجيريا)
المفوضية القومية المستقلة للانتخابات مفوضية تابعة للحكومة الاتحادية النيجيرية تم تأسيسها عام 1998م لتقوم بمهام تخطيط وإجراء الانتخابات والإشراف عليها في نيجيريا. يشمل نطاق عمل المفوضية في تسجيل الناخبين، ووضع خطة وجدول إجراء انتخابات رئاسة الدولة، مجلسي الشيوخ والنواب؛ وذلك وفق قانون الانتخابات.

## تاريخ
تأسست المفوضية القومية المستقلة للاتخابات في نيجيريا عام 1999، وذلك استعدادا للجمهورية الرابعة في عهد الرئيس العسكري عبد السلام أبوبكر والذي ألغى الموضية الانتخابات الوطنية (NECON). تعود إدارة الانتخابات الديمقراطية في نيجيريا إلى الفترة التي سبقت الاستقلال عندما تم افتتاح اللجنة الانتخابية النيجيرية (ECN) في عام 1958 لإجراء الانتخابات الفيدرالية لعام 1959. قبل عام 1958، كانت القوانين الإقليمية والحكومة تنظم وتجري الانتخابات.

### الإدارة
منذ تأسيس المفوضية القومية المستقلة للانتخابات، توالى على رئاستها خمسة رؤساء؛ وهم:
1. البروفيسور الطاهر جيغا، رئيس المفوضية بين عامي 2010 و 2015السيد/ إفرايم أكباتا (1992 - 2000)

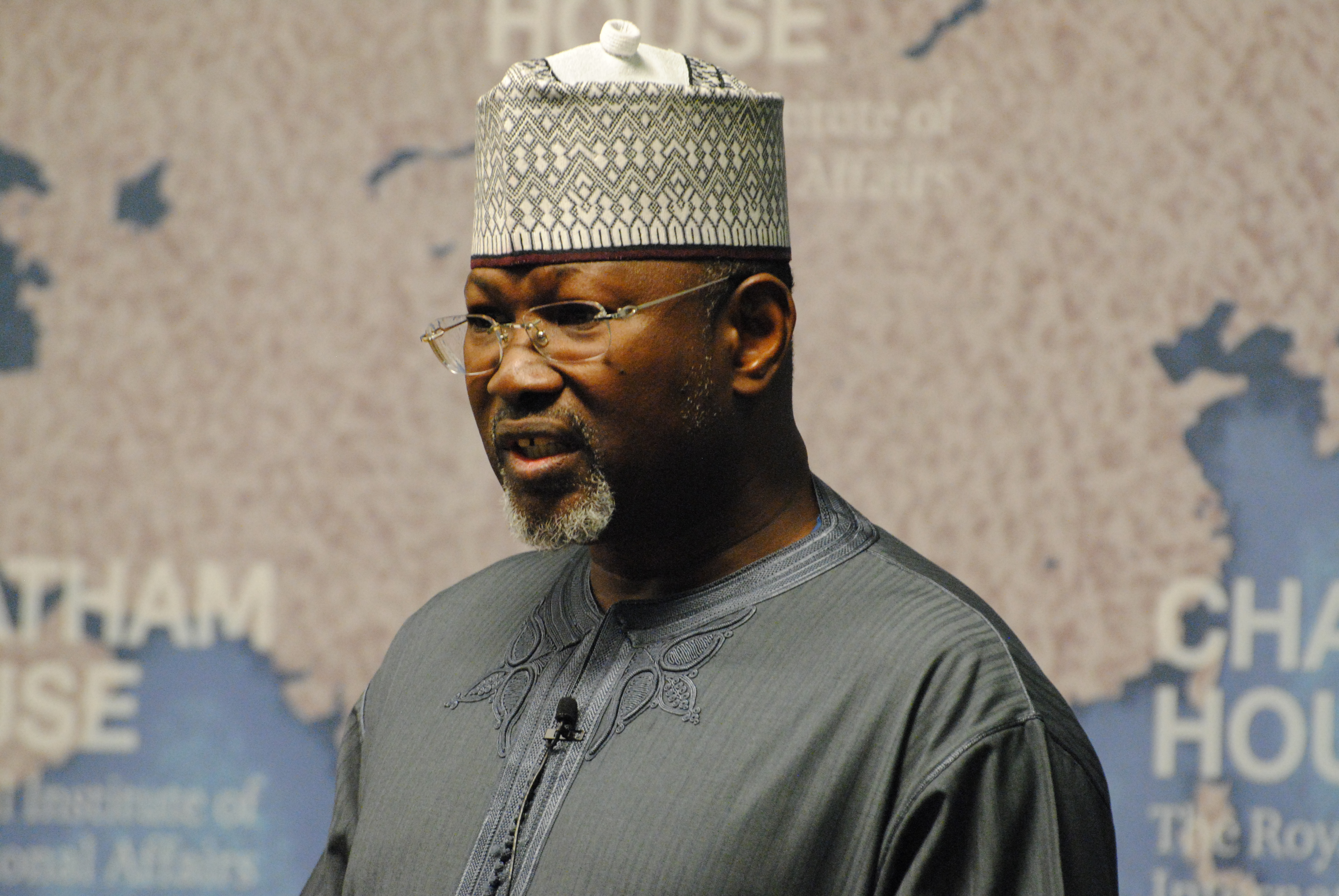
البروفيسور الطاهر جيغا، رئيس المفوضية بين عامي 2010 و 2015

2. السيد/ أيبيل غوأوباديا (2000 - 2005)
3. السيدة/ مَوريس إيوو (2005 - 2010)
4. البروفيسور الطاهر جيغا (2010 -2015)
5. السيدة أمينة زكري (يونيو 2015 - نوفمبر 2015)
6. البروفيسور محمود يعقبو (2015 - ما زال)

## اختصاصات
ذكر قانون الانتخابات النيجيري المعدل في 2010 و 2022 اختصاصات المفوضية القومية المستقلة للانتخابات، وتشمل:
1. التنظيم والإجراء والإشراف على جميع الانتخابات لمناصب الرئيس ونائب الرئيس، والحاكم ونائب حاكم الولاية، وعضوية مجلس الشيوخ ومجلس النواب ومجلس النواب في كل ولاية من ولايات الاتحاد؛أحد وحدات الانتخابات لعام 1999

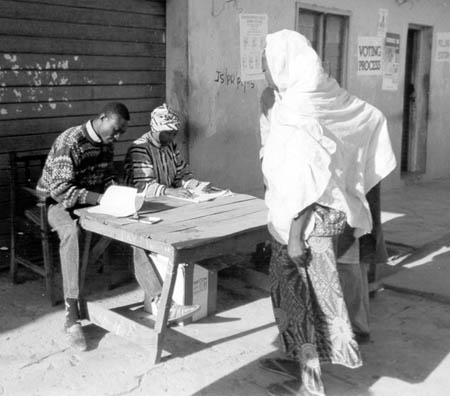
أحد وحدات الانتخابات لعام 1999

2. تسجيل الأحزاب السياسية وفق أحكام دستور وقانون المجلس الوطنية؛
3. ترتيب وإجراء عملية تسجيل الأشخاص المؤهلين للتصويت وإعداد سجل الناخبين والاحتفاظ به ومراجعته لأغراض أي انتخابات بموجب هذا الدستور.[3]

## قانون الانتخابات
تم تفعيل قانون الانتخابات النيجيري 2022 بعد توقيع الرئيس محمد بخاري له في الربع الأول من العام. وكان القانون قد ألغى قانون الانتخابات لعام 2010 الذي واجه انتقادات من أوجه شتى. يتضمن قانون الانتخابات لعام 2022 حيث يسن التنظيم إجراء الانتخابات الفيدرالية وانتخابات مجالس الولايات والحكومات المحلية، لوضع أحكام لتقييد الأهلية لمنصب انتخابي للأحكام ذات الصلة من دستور الاتحاد جمهورية نيجيريا 1999، واستخدام قارئات البطاقات والأجهزة التكنولوجية الأخرى في الانتخابات والانتخابات التمهيدية للأحزاب السياسية، لتوفير وقت لتقديم قائمة المرشحين، ومعايير استبدال المرشحين، والحد من نفقات الحملة الانتخابية، ومعالجة إغفال أسماء المرشحين أو شعار الأحزاب السياسية.

## الانتقادات

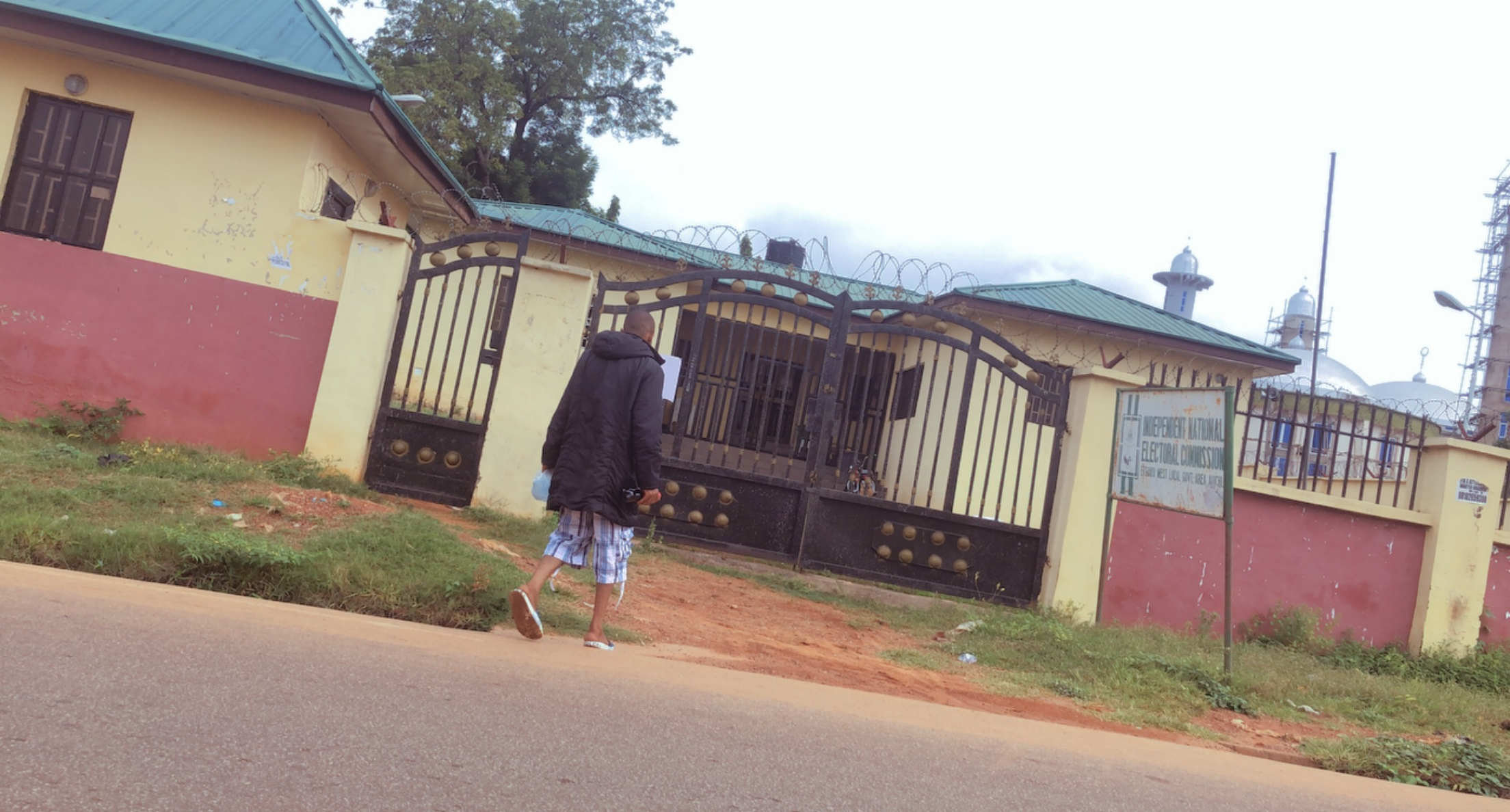
أحد مكاتب المفوضية القومية المستقلة للانتخابات الواقع في مدينة أوتشي بولاية ولاية إدو، جنوب نيجيريا.

واجهت المفوضية القومية المستقلة للانتخاب العديد من الانتقادات في الفترة التي سبقت الانتخابات في البلاد، وأبرزها الانتخابات العامة في أبريل 2007، بما في ذلك انتقادات بشأن استعدادها، ومصداقية إجراء الانتخابات. أشار تقرير من الوكالة الأمريكية للتنمية الدولية (USAID) بأن ثقة الناخبين في نيجيريا قد ازدادت بعد انتخابات 2011 أكثر مما كانت في انتخابات 2007.
كما أنها اتهمت بارتكاب مخالفات انتخابية واسعة النطاق في الانتخابات الرئاسية لعام 2019، بما في ذلك حالات عدم توفر أوراق الاقتراع، وتعطل قراء البطاقات الذكية، والإلغاء الكبير للأصوات الصحيحة. وطعن حزب الشعب الديمقراطي المعارض الرئيسي ومرشحه الرئاسي في نتائج الانتخابات أمام المحكمة.